# 大阪市立焼野小学校
大阪市立焼野小学校（おおさかしりつやけのしょうがっこう）は、大阪府大阪市鶴見区焼野一丁目にある公立小学校。
平成22年11月13日、開校記念式典を挙行する。
大阪市立茨田北小学校の過密化解消のため、従来の大阪市立茨田北小学校の小学校の校区を分離し、2010年に開校した。鶴見区で最も新しい小学校である。

## 沿革
1990年の大阪市営地下鉄鶴見緑地線（現・Osaka Metro長堀鶴見緑地線）開通により児童数が増加傾向となった。それに伴い茨田北小では過密化や教室不足の傾向が見られるようになり、2010年度以降には31学級以上に達する見込みとなった。
そのため茨田北小学校の分離校を新設することになり、従来の茨田北小学校校区の北部を校区とする形で、2010年4月1日付で大阪市立焼野小学校が設置された。

## 年表
- 2009年11月16日 - 大阪市立焼野小学校の設置が大阪市教育委員会で承認。
- 2010年4月1日 - 開校。
- 2010年11月13日 - 開校記念式典を挙行する。

## 通学区域
- 大阪市鶴見区 焼野1丁目・2丁目・3丁目、浜2丁目（3番11～3番45、4番、5番）、浜5丁目、緑地公園(一部)

卒業生は大阪市立茨田北中学校に進学する。